# Nebanice
Nebanice är en ort i Tjeckien.   Den ligger i regionen Karlovy Vary, i den västra delen av landet, 140 km väster om huvudstaden Prag. Nebanice ligger 421 meter över havet och antalet invånare är 291.
Terrängen runt Nebanice är platt åt nordväst, men åt sydost är den kuperad. Nebanice ligger nere i en dal.Runt Nebanice är det glesbefolkat, med 17 invånare per kvadratkilometer. Närmaste större samhälle är Cheb, 8,0 km sydväst om Nebanice. Omgivningarna runt Nebanice är en mosaik av jordbruksmark och naturlig växtlighet.